# Зурна
Зурната или зурла (на турски: Zurna) е дървен духов музикален инструмент с двойна тръстикова пластинка при звукоизвличането. Разпространен е основно в Близкия изток, Индия, на Балканите, както и при някои народи на Кавказ (Азербайджан, Армения и други). Сходен е със симфоничния духов инструмент обой. Звукът на зурната е с характерен тембър и със силен и пронизителен звук, поради което се ползва предимно на открито, а не в затворени помещения. Със зурната се изпълнява предимно фолклорна музика и се използва при народни празненства. Изпълнението на зурна се съпровожда неизменно с тъпан, наричан даул. Като музикален инструмент в България зурната се използва предимно в югозападните гранични области и региона на Родопите. Село Кавракирово, Петричко, е един от основните центрове на зурнаджийската традиция в България. Селото е известно със своите потомствени музиканти.